# Mats Holmqvist (landhockeyspelare)
Mats Holmqvist, född 27 november 1983, är en svensk landhockeyspelare. Han är forward i den allsvenska landhockeyklubben Bjärreds LHC.